# Récitatif (bande dessinée)
Pour les articles homonymes, voir Récitatif.

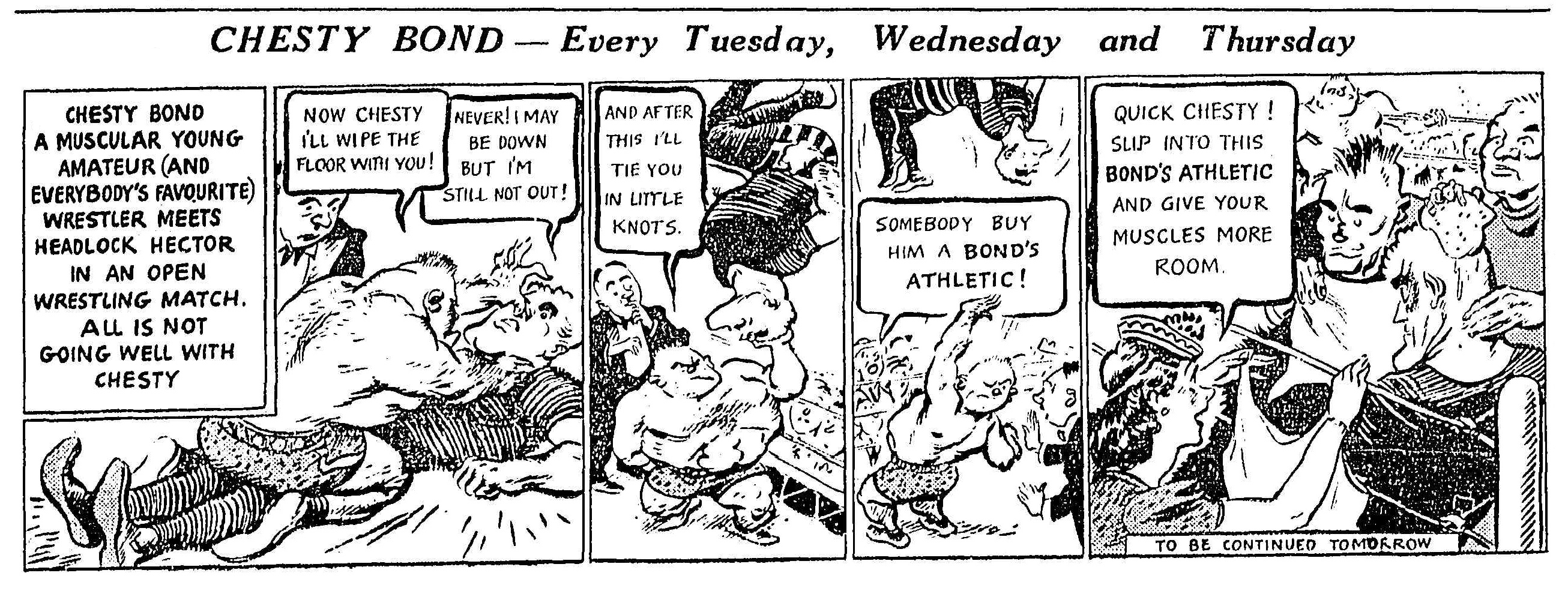
La première case, tout à gauche, est un récitatif (Chesty Bond, 1940).

Un récitatif est, dans une bande dessinée, un texte apparaissant dans une case pour fournir au lecteur des informations qu'il n'obtient par ailleurs ni par le dessin ni par les dialogues. Il contient donc en quelque sorte la voix d'un narrateur plus ou moins omniscient. Dans la bande dessinée franco-belge, il apparaît souvent dans un encadré aux coins carrés, parfois sur fond jaune (ou rouge), ce qui le distingue des phylactères généralement arrondis et sur fond blanc.